# Euphorbia pillansii
Euphorbia pillansii är en törelväxtart som beskrevs av Nicholas Edward Brown. Euphorbia pillansii ingår i släktet törlar, och familjen törelväxter. Inga underarter finns listade i Catalogue of Life.

## Bildgalleri

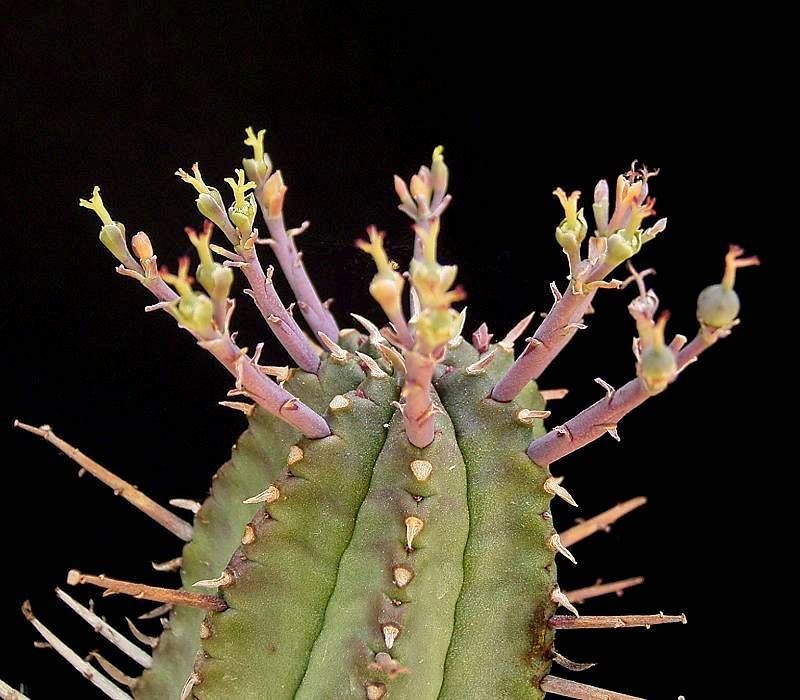